# T.B. Joshua
T.B. Joshua (ur. 12 czerwca 1963 w Arigidi, zm. 5 czerwca 2021 w Lagos) – nigeryjski duchowny, teleewangelista, prorok i uzdrowiciel. Jest założycielem i pastorem zwierzchnim megakościoła The Synagogue Church of All Nations (SCOAN), która nadaje swoje programy w jednej z największych telewizji chrześcijańskich Emmanuel TV. Kościół prowadzi także pomoc humanitarną dla biednych.
Duchowny Joshua twierdzi że miał wizje od Boga, jest znany z wypędzania demonów, nadnaturalnych modlitw w imieniu Jezusa, po których ludzie zostają uzdrowieni z takich chorób jak AIDS, rak, urazy rdzenia kręgowego i wiele innych. Niektórzy piłkarze z kadry narodowej Nigerii twierdzą, że zostali uzdrowieni przez proroka Joshuę.
Prorok Joshua, według niektórych, w swoich proroctwach w 2010 roku przepowiedział katastrofę smoleńską, według innych stosuje sztuczki w celu "omamienia" tłumu.
Na początku marca 2020 ogłosił proroctwo, iż pandemia koronawirusa ustanie 27 marca 2020.